# Antalcida
Antalcida, figlio di Leonte (in greco antico: Ἀνταλκίδας?, Antalkídas; Sparta, V secolo a.C. – Sparta, 367 a.C.), è stato un ammiraglio, politico e diplomatico spartano.

## Biografia

### Primi incarichi
Nel 393 a.C. (o nel 392 a.C.) fu inviato da Tiribazo, satrapo persiano di Sardi, per minare le relazioni amichevoli che esistevano tra Atene e la Persia, offrendo il riconoscimento della sovranità persiana sulle città greche dell'Asia Minore e sulle isole egee. Per contrastare gli sforzi degli Spartani, gli Ateniesi risposero inviando a Sardi un'ambasciata guidata da Conone, ma Tiribazo, che era favorevole a Sparta, imprigionò l'ateniese.
Tuttavia, il re Artaserse II, disapprovando il gesto del suo satrapo, lo destituì, mettendo al suo posto Struta (391 a.C.) il quale, al contrario del predecessore, perseguì una politica antispartana:
(Senofonte, Elleniche, IV, 8, 17))

### Pace di Antalcida
Nel 388 a.C. Antalcida, comandante della marina militare spartana, cooperò con la Persia contro Atene e ottenne alcuni successi navali nell'Ellesponto che gli permisero di accordarsi con Artaserse II per imporre ai nemici di Sparta una pace, detta Pace di Antalcida o Pace del Re (386 a.C.). La Pace di Antalcida è primo esempio di "pace comune", ossia di un trattato di pace garantito da sanzioni, ratificato da tutti gli stati greci, e senza limite di tempo; di fatto il trattato salvaguardava l'egemonia spartana sulla Grecia, ma a costo del riconoscimento dell'egemonia persiana sull'intera Asia Minore e delle isole di Clazomene e di Cipro. I termini della pace furono annunciati agli inviati greci a Sardi nell'inverno del 387-386 a.C., e finalmente fu accettato da Sparta nel 386 a.C.

### Ultimi anni e morte
Antalcida continuò ad essere appoggiato da Artaserse II finché durò l'egemonia spartana: la gravissima sconfitta spartana a Leuttra (371 a.C.) mise fine sia alla supremazia spartana in Grecia sia al favore di Antalcida presso il re persiano.
Una nuova missione in Persia, probabilmente nel 367 a.C. ebbe ancora un esito fallimentare e, come riferisce Plutarco, Antalcida, profondamente mortificato e timoroso delle conseguenze a Sparta, pare si sia lasciato morire di fame.